# Oscar za najlepszy krótkometrażowy film animowany
Oscar za najlepszy krótkometrażowy film animowany (ang. Academy Award for Best Animated Short Film) – nagroda przyznawana przez członków Amerykańskiej Akademii Filmowej począwszy od 5. ceremonii wręczenia Oscarów w 1932.
Przez pierwsze 30 lat funkcjonowania tej kategorii dominowały w niej kreskówki produkowane przez główne wytwórnie filmowe, gdyż każda z nich dysponowała swoim własnym działem animacji. Gdy na początku lat 60. studia filmowe zaczęły pomału okrajać lub likwidować te działy, wśród nagradzanych i nominowanych krótkometrażówek zaczęły przeważać produkcje niezależne i międzynarodowe, których dominacja przypadła na lata 70. i 80. Od lat 90. nastąpił stopniowy renesans animacji produkowanych przez wielkie wytwórnie specjalizujące się w tego typu projektach, m.in. Pixar, Aardman Animations czy Blue Sky Studios. Dopomogła im również rewolucja technologiczna i przełom wynikający z tworzenia animacji komputerowych.
Laureatami największej ilości nagród w tej kategorii byli: Walt Disney i jego seria Silly Symphonies oraz wytwórnia Metro-Goldwyn-Mayer i jej seria Tom i Jerry. Obydwie serie zdobyły po 7 statuetek.
Polskie filmy nagrodzone w tej kategorii to: Tango (1981) Zbigniewa Rybczyńskiego oraz zrealizowany w Łodzi Piotruś i wilk (2006) Suzie Templeton. Nominację otrzymała również polska animacja Katedra (2002) Tomasza Bagińskiego.

## Laureaci i nominowani

### XX wiek

#### Lata 30.
5. ceremonia (1932)
- Kwiaty i drzewa (z serii Silly Symphonies) – Walt Disney – Walt Disney Productions, United Artists
- Mickey’s Orphans (z serii o Myszce Miki) – Walt Disney – Walt Disney Productions, United Artists
- It’s Got Me Again! (z serii Zwariowane melodie) – Leon Schlesinger – Leon Schlesinger Productions, Warner Bros.

6. ceremonia (1933)
- Trzy małe świnki (z serii Silly Symphonies) – Walt Disney – Walt Disney Productions, United Artists
- Building a Building (z serii o Myszce Miki) – Walt Disney – Walt Disney Productions, United Artists
- The Merry Old Soul (z serii o Króliku Oswaldzie) – Walter Lantz – Universal

7. ceremonia) (1934)
- Żółw i zając (z serii Silly Symphonies) – Walt Disney – Walt Disney Productions, United Artists
- Holiday Land (z serii A Color Rapsody) – Charles Mintz – Screen Gems, Columbia
- Jolly Little Elves (z serii Walter Lantz Cartune) – Walter Lantz – Universal

8. ceremonia (1935)
- Three Orphan Kittens (z serii Silly Symphonies) – Walt Disney – Walt Disney Productions, United Artists
- Who Killed Cock Robin? (z serii Silly Symphonies) – Walt Disney – Walt Disney Productions, United Artists
- The Calico Dragon (z serii Happy Harmonies) – Hugh Harman i Rudolf Ising – Harman-Ising, Metro-Goldwyn-Mayer

9. ceremonia (1936)
- Kuzyn ze wsi (z serii Silly Symphonies) – Walt Disney – Walt Disney Productions, United Artists
- Old Mill Pond (z serii Happy Harmonies) – Hugh Harman i Rudolf Ising – Harman-Ising, Metro-Goldwyn-Mayer
- Popeye the Sailor Meets Sindbad the Sailor (z serii ComiColor Cartoons) – Max Fleischer – Fleischer Studios, Paramount

10. ceremonia (1937)
- Stary młyn (z serii Silly Symphonies) – Walt Disney – Walt Disney Productions, RKO Radio
- Educated Fish (z serii Color Classics) – Max Fleischer – Fleischer Studios, Paramount
- The Little Match Girl (z serii A Color Rapsody) – Charles Mintz – Screen Gems, Columbia

11. ceremonia (1938)
- Byczek Fernando (z serii Silly Symphonies) – Walt Disney – Walt Disney Productions, RKO Radio
- Życie skauta (z serii o Kaczorze Donaldzie) – Walt Disney – Walt Disney Productions, RKO Radio
- Dzielny krawczyk (z serii o Myszce Miki) – Walt Disney – Walt Disney Productions, RKO Radio
- Mother Goose Goes Hollywood (z serii Silly Symphonies) – Walt Disney – Walt Disney Productions, RKO Radio
- Hunky and Spunky (z serii Color Classics) – Max Fleischer – Fleischer Studios, Paramount

12. ceremonia (1939)
- Brzydkie kaczątko (z serii Silly Symphonies) – Walt Disney – Walt Disney Productions, RKO Radio
- Detouring America (z serii Zwariowane melodie) – Leon Schlesinger – Leon Schlesinger Productions, Warner Bros.
- Peace on Earth – Fred Quimby, Hugh Harman – Metro-Goldwyn-Mayer
- Pies myśliwski (z serii o Myszce Miki) – Walt Disney – Walt Disney Productions, RKO Radio

#### Lata 40.
13. ceremonia (1940)
- The Milky Way – Fred Quimby i Rudolph Ising – Metro-Goldwyn-Mayer
- Kot dostaje łupnia (z serii Tom i Jerry) – Rudolph Ising – Metro-Goldwyn-Mayer
- Gonić króliczka (z serii Zwariowane melodie) – Leon Schlesinger – Leon Schlesinger Productions, Warner Bros.

14. ceremonia (1941)
- Pluto i kotek (z serii o Psie Pluto) – Walt Disney – Walt Disney Productions, RKO Radio
- Boogie Woogie Bugle Boy of Company B (z serii Walter Lantz Cartune) – Walter Lantz – Walter Lantz Productions, Universal
- Hiawatha’s Rabbit Hunt (z serii Zwariowane melodie) – Leon Schlesinger – Leon Schlesinger Productions, Warner Bros.
- How War Came – George Winkler – Screen Gems, Columbia
- W wigilijną noc (z serii Tom i Jerry) – Fred Quimby – Metro-Goldwyn-Mayer
- Rhapsody in Rivets z serii Zwariowane melodie) – Leon Schlesinger – Leon Schlesinger Productions, Warner Bros.
- The Rookie Bear (z serii o Niedźwiedziu Barneyu) – Fred Quimby i Rudolph Ising – Metro-Goldwyn-Mayer
- Rhythm in the Ranks (z serii Puppetoons) – Paramount – George Pal
- Superman (z serii Fleischer Superman cartoons) – Max Fleischer – Fleischer Studios, Paramount
- Donald stróż porządku (z serii o Kaczorze Donaldzie) – Walt Disney – Walt Disney Productions, RKO Radio

15. ceremonia (1942)
- Der Fuehrer’s Face (z serii o Kaczorze Donaldzie) – Walt Disney – Walt Disney Productions, RKO Radio
- All Out for „V” (z serii Terrytoons) – Paul Terry – Terrytoons, 20th Century Fox
- Blitz Wolf – Fred Quimby – Metro-Goldwyn-Mayer
- Juke Box Jamboree (z serii Swing Symphony) – Walter Lantz – Walter Lantz Productions, Universal
- Czardasz i wieprzowinka (z serii Zwariowane melodie) – Leon Schlesinger – Leon Schlesinger Productions, Warner Bros.
- Tulips Shall Grow (z serii Puppetoons) – George Pal – Paramount

16. ceremonia (1943)
- Mysz Na Wojnie (z serii Tom i Jerry) Fred Quimby – Metro-Goldwyn-Mayer
- The Dizzy Acrobat (z serii Woodym Woodpeckerze) – Walter Lantz – Walter Lantz Productions, Universal
- Five Hundred Hats of Bartholomew Cubbins (z serii Puppetoons) – George Pal – Paramount
- Greetings, Bait (z serii Zwariowane melodie) – Leon Schlesinger – Leon Schlesinger Productions, Warner Bros.
- Imagination (z serii A Color Rhapsody) – Dave Fleischer; Screen Gems, Columbia
- Reason and Emotion – Walt Disney – Walt Disney Productions, RKO Radio

17. ceremonia (1944)
- Mysie Kłopoty (z serii Tom i Jerry) – Fred Quimby – Metro-Goldwyn-Mayer
- And to Think I Saw It on Mulberry Street (z serii Puppetoons) – George Pal – Paramount
- Dog, Cat and Canary (z serii A Color Rhapsody) – Raymond Katz – Screen Gems, Columbia
- Fish Fry (z serii o Andy Panda) – Walter Lantz – Walter Lantz Productions, Universal
- How to Play Football (z serii o Goofym) – Walt Disney – Walt Disney Productions, RKO Radio
- My Boy, Johnny (z serii TerryToons) – Paul Terry – Terrytoons, 20th Century Fox
- Piejący zapiewajło (z serii Zwariowane melodie) – Edward Selzer – Warner Bros.

18. ceremonia (1945)
- Proszę o ciszę (z serii Tom i Jerry) – Fred Quimby – Metro-Goldwyn-Mayer
- Przedsiębiorstwo Donalda (z serii o Kaczorze Donaldzie) – Walt Disney – Walt Disney Productions, RKO Radio
- Jasper and the Beanstalk (z serii Puppetoons) – George Pal – Paramount
- Życie lekkie jak piórko (z serii Zwariowane melodie) – Edward Selzer – Warner Bros.
- Mighty Mouse in Gypsy Life (z serii o Mighty Mouse) – Paul Terry – Terrytoons, 20th Century Fox
- The Poet and Peasant (z serii Musical Miniatures) – Walter Lantz – Walter Lantz Productions, Universal
- Rippling Romance (z serii A Color Rhapsody) – Raymond Katz – Screen Gems, Columbia

19. ceremonia (1946)
- Koncert na cztery łapki (z serii Tom i Jerry) – Fred Quimby – Metro-Goldwyn-Mayer
- Musical Moments from Chopin (z serii Musical Miniatures) – Walter Lantz – Walter Lantz Productions, Universal
- John Henry and the Inky-Poo (z serii Puppetoons) – George Pal – Paramount
- Squatter’s Rights (z serii o Psie Pluto) – Walt Disney – Walt Disney Productions, RKO Radio
- Królicza rapsodia – Eddie Selzer – Warner Bros. Cartoons
- Jastrząbek szuka czegoś na ząbek (z serii Zwariowane melodie) – Edward Selzer – Warner Bros.

20. ceremonia (1947)
- Łakomy kąsek (z serii Zwariowane melodie) – Edward Selzer – Warner Bros.
- Chip an’ Dale (z serii o Chipie i Dale’u) – Walt Disney – Walt Disney Productions, RKO Radio
- Dr. Jekyll i Mr. Mysz (z serii Tom i Jerry) – Fred Quimby – Metro-Goldwyn-Mayer
- Pluto meloman (z serii o Psie Pluto) – Walt Disney – Walt Disney Productions, RKO Radio
- Tubby the Tuba (z serii Puppetoons) – George Pal – Paramount

21. ceremonia (1948)
- Mała sierotka (z serii Tom i Jerry) – Fred Quimby – Metro-Goldwyn-Mayer
- Mickey and the Seal (z serii o Myszce Miki) – Walt Disney – Walt Disney Productions, RKO Radio
- Mysie wykurzanie (z serii Zwariowane melodie) – Edward Selzer – Warner Bros.
- Robin Hoodlum (z serii The Fox and the Crow) – John Hubley i Raymond Katz – UPA, Columbia
- Jedzonko dla mrówek (z serii o Kaczorze Donaldzie) – Walt Disney – Walt Disney Productions, RKO Radio

22. ceremonia (1949)
- Kuszący powiew miłości (z serii Zwariowane melodie) – Edward Selzer – Warner Bros.
- Wykluwający się problem (z serii Tom i Jerry) – Fred Quimby – Metro-Goldwyn-Mayer
- The Magic Fluke (z serii The Fox and the Crow) – Stephen Bosustow – UPA, Columbia
- Niszczyciele zabawek (z serii o Kaczorze Donaldzie) – Walt Disney – Walt Disney Productions, RKO Radio

- Miłośnik kanarków (z serii Zwariowane melodie) – Edward Selzer

#### Lata 50.
23. ceremonia (1950)
- Gerald McBoing-Boing (z serii Jolly Frolics) – Stephen Bosustow – United Productions of America, Columbia
- Kuzynka Jerry’ego (z serii Tom i Jerry) – Fred Quimby – Metro-Goldwyn-Mayer
- Trouble Indemnity (z serii Mr. Magoo) – Stephen Bosustow – United Productions of America, Columbia

24. ceremonia (1951)
- Dwaj myszkieterowie (z serii Tom i Jerry) – Fred Quimby – Metro-Goldwyn-Mayer
- Zbaraniały lew – Walt Disney – Walt Disney Productions, RKO Radio
- Rooty Toot Toot (z serii Jolly Frolics) – Stephen Bosustow – United Productions of America, Columbia

25. ceremonia (1952)
- Mysi walc (z serii Tom i Jerry) – Fred Quimby – Metro-Goldwyn-Mayer
- Little Johnny Jet – Fred Quimby – Metro-Goldwyn-Mayer
- Madeline – Stephen Bosustow – United Productions of America, Columbia
- Pink and Blue Blues (z serii Mr. Magoo) – Stephen Bosustow – United Productions of America, Columbia
- The Romance of Transportation in Canada – Colin Low – National Film Board of Canada

26. ceremonia (1953)
- Przygody z muzyką – Walt Disney – Walt Disney Productions, Buena Vista
- Christopher Crumpet (z serii Jolly Frolics) – Stephen Bosustow – United Productions of America, Columbia
- Od A do Zzzz (z serii Zwariowane melodie) – Edward Selzer – Warner Bros.
- Oporny miś (z serii o Kaczorze Donaldzie) – Walt Disney Productions, RKO Radio – Walt Disney
- The Tell-Tale Heart – Stephen Bosustow – United Productions of America, Columbia

27. ceremonia (1954)
- When Magoo Flew (z serii Mr. Magoo) – Stephen Bosustow – United Productions of America, Columbia
- Crazy Mixed Up Pup – Walter Lantz – Walter Lantz Productions, Universal-International
- Czy świnki to świnie – Walt Disney – Walt Disney Productions, RKO Radio
- W matni – Edward Selzer – Warner Bros.
- Trafiony, koteczku (z serii Tom i Jerry) – Fred Quimby – Metro-Goldwyn-Mayer

28. ceremonia (1955)
- Speedy Gonzales (z serii Zwariowane melodie oraz Speedy Gonzales) – Edward Selzer – Warner Bros.
- Good Will to Men – Fred Quimby, William Hanna, Joseph Barbera – Metro-Goldwyn-Mayer
- The Legend of Rockabye Point (z serii o Chilly Willym) – Walter Lantz – Walter Lantz Productions, Universal-International
- No Hunting (z serii o Kaczorze Donaldzie) – Walt Disney – Walt Disney Productions, RKO Radio

29. ceremonia (1956)
- Mister Magoo’s Puddle Jumper – Stephen Bosustow – United Productions of America, Columbia
- Gerald McBoing-Boing on Planet Moo – Stephen Bosustow – United Productions of America, Columbia
- The Jaywalker – Stephen Bosustow – United Productions of America, Columbia

30. ceremonia (1957)
- Anonimowi ptasznicy – Edward Selzer – Warner Bros.
- One Droopy Knight – William Hanna, Joseph Barbera – Metro-Goldwyn-Mayer
- Droga do Tabasco – Edward Selzer – Warner Bros.
- Trees and Jamaica Daddy – Stephen Bosustow – United Productions of America, Columbia
- The Truth About Mother Goose – Walt Disney – Walt Disney Productions, Buena Vista

31. ceremonia (1958)
- Rycerski rycerz Bugs – John W. Burton – Warner Bros.
- Paul Bunyan – Walt Disney – Walt Disney Productions, Buena Vista
- Sidney's Family Tree (z serii Terrytoons) – William M. Weiss – Terrytoons, 20th Century Fox

32. ceremonia (1959)
- Moonbird – John Hubley, Faith Hubley – Storyboard-Harrison
- Meksykańscy mądrale – John W. Burton – Warner Bros.
- Arka noego – Walt Disney – Walt Disney Productions, Buena Vista
- The Violinist – Ernest Pintoff – Pintoff Prods., Kingsley International

#### Lata 60.
33. ceremonia (1960)
- Munro – William L. Snyder – Rembrandt Films, Film Representations
- Goliat II – Walt Disney – Walt Disney Productions, Buena Vista
- High Note – Chuck Jones – Warner Bros.
- Mysz i ogród – Friz Freleng – Warner Bros.
- A Place in the Sun – Frantisek Vystrecil – George K. Arthur-Go Pictures (Czechosłowacja)

34. ceremonia (1961)
- Erzac – Zagreb Film, Herts-Lion International Corp.
- Aquamania – Walt Disney – Walt Disney Productions, Buena Vista
- Uważaj na klakson – Chuck Jones – Warner Bros.
- Nelly’s Folly – Chuck Jones – Warner Bros.
- Szczurołap z Gwadelupy – Friz Freleng – Warner Bros.

35. ceremonia (1962)
- The Hole – John Hubley, Faith Hubley – Storyboard Inc., Brandon Films
- Icarus Montgolfier Wright – Jules Engel – Format Films, United Artists
- Now Hear This – Warner Bros.
- Self Defense ... for Cowards – William L. Snyder – Rembrandt Films, Film Representations
- Symposium on Popular Songs – Walt Disney – Walt Disney Productions, Buena Vista

36. ceremonia (1963)
- The Critic – Ernest Pintoff – Pintoff-Crossbow Prods., Columbia
- Automania 2000 – John Halas – Pathé Contemporary Films
- Igra – Dušan Vukotic – Rembrandt Films, Film Representations
- My Financial Career – Gerald Potterton – National Film Board of Canada, Walter Reade-Sterling-Continental Distributing
- Pianissimo – Carmen D’Avino – Cinema 16

37. ceremonia (1964)
- The Pink Phink (z serii o Różowej Panterze) – David H. DePatie, Friz Freleng – Mirisch-Geoffrey, United Artists
- Christmas Cracker – Norman McLaren, Jeff Hale, Gerald Potterton, Grant Munro – National Film Board of Canada, Favorite Films of California
- How to Avoid Friendship – William L. Snyder – Rembrandt Films, Film Representations
- Nudnik No. 2 – William L. Snyder – Rembrandt Films, Film Representations

38. ceremonia (1965)
- The Dot and the Line – Chuck Jones, Les Goldman – Metro-Goldwyn-Mayer
- Clay or the Origin of Species – Eliot Noyes Jr. – Harvard University, Pathé Contemporary Films
- La Gazza Ladra – Emanuele Luzzati – Allied Artists

39. ceremonia (1966)
- Herb Alpert and the Tijuana Brass Double Feature – John Hubley, Faith Hubley – Paramount
- The Drag – Carlos Marchiori – National Film Board of Canada, Favorite Films
- The Pink Blueprint (z serii o Różowej Panterze) – David H. DePatie, Friz Freleng – Mirisch-Geoffrey-DePatie-Freleng, United Artists

40. ceremonia (1967)
- The Box – Fred Wolf – Brandon Films
- Hypothese Beta – Jean-Charles Meunier – Films Orzeaux, Pathé Contemporary Films
- What on Earth! – Les Drew, Kaj Pindal – National Film Board of Canada, Columbia

41. ceremonia (1968)
- Wiatrodzień Kubusia Puchatka – Walt Disney (pośmiertnie) – Walt Disney Productions, Buena Vista
- The House That Jack Built – Ron Tunis – National Film Board of Canada, Columbia
- The Magic Pear Tree – Jimmy Murakami – Bing Crosby Prods.
- Windy Day – John Hubley, Faith Hubley – Hubley Studios, Paramount

42. ceremonia (1969)
- It’s Tough to Be a Bird – Ward Kimball – Walt Disney Productions, Buena Vista
- Of Men and Demons – John Hubley, Faith Hubley – Hubley Studios, Paramount
- Walking – Ryan Larkin – National Film Board of Canada, Columbia

#### Lata 70.
43. ceremonia (1970)
- Is It Always Right to Be Right? – Nick Bosustow – Stephen Bosustow Prods., Schoenfeld Films
- The Further Adventures of Uncle Sam: Part Two – Robert Mitchell, Dale Case – Haboush Company, Goldstone Films
- The Shepherd – Cameron Guess – Cameron Guess and Associates, Brandon Films

44. ceremonia (1971)
- The Crunch Bird – Ted Petok – Maxwell-Petok-Petrovich Produtions, Regency Films
- Evolution – Michael Mills – National Film Board of Canada, Columbia
- The Selfish Giant – Peter Sander, Gerald Potterton – Potterton Produtions, Pyramid Films

45. ceremonia (1972)
- Opowieść wigilijna – Richard Williams – American Broadcasting Company Film Services
- Kama Sutra Rides Again – Bob Godfrey – Lion International Films
- Tup Tup – Nedeljko Dragic – Zagreb Film-Corona Cinematografica, Manson Distributing

46. ceremonia (1973)
- Frank Film – Frank Mouris – Frank Mouris Productions
- The Legend of John Henry – Nick Bosustow, David Adams – Bosustow-Pyramid Films
- Pulcinella – Emanuele Luzzati, Guilo Gianini – Luzzati-Gianini Prod.

47. ceremonia (1974)
- Closed Mondays – Will Vinton, Bob Gardiner – Lighthouse Productions
- The Family That Dwelt Apart – Yvon Mallette, Robert Verrall – National Film Board of Canada
- Hunger – Peter Foldes, René Jodoin – National Film Board of Canada
- Voyage to Next – John Hubley, Faith Hubley – Hubley Studio
- Kubuś Puchatek i rozbrykany Tygrys – Wolfgang Reitherman – Walt Disney Productions, Buena Vista

48. ceremonia (1975)
- Great – Bob Godfrey – Grantstern, British Lion Films Ltd.
- Kick Me – Robert Swarthe – Swarthe Productions
- Monsieur Pointu – René Jodoin, Bernard Longpré, André Leduc – National Film Board of Canada
- Szczyt – Marcell Jankovics – Hungarofilms

49. ceremonia (1976)
- Leisure – Suzanne Baker – Film Australia
- Dedalo – Cineteam Realizzazioni – Manfredo Manfredi
- The Street – Caroline Leaf, Guy Glover – National Film Board of Canada

50. ceremonia (1977)
- The Sand Castle – Co Hoedeman – National Film Board of Canada
- The Bead Game – Ishu Patel – National Film Board of Canada
- A Doonesbury Special – John Hubley (pośmiertnie), Faith Hubley, Garry Trudeau – Hubley Studio
- Jimmy the C – James Picker, Robert Grossman, Craig Whitaker – Motionpicker Production

51. ceremonia (1978)
- Special Delivery – Eunice Macauley, John Weldon – National Film Board of Canada
- Oh My Darling – Nico Crama – Nico Crama Productions
- Rip Van Winkle – Will Vinton – Will Vinton/Billy Budd [Produtions]

52. ceremonia (1979)
- Every Child – Derek Lamb – National Film Board of Canada
- Dream Doll – Bob Godfrey, Zlatko Grgic – Godfrey Films/Zagreb Films/Halas and Batchelor, Film Wright
- It’s so Nice to Have a Wolf Around the House – Paul Fierlinger – AR&T Productions for Learning Corporation of America

#### Lata 80.
53. ceremonia (1980)
- Mucha – Ferenc Rófusz – PannóniaFilm
- All Nothing – Frédéric Back – Société Radio-Canada
- History of the World in Three Minutes Flat – Michael Mills – Michael Mills Productions Ltd.

54. ceremonia (1981)
- Crac – Frédéric Back – Société Radio-Canada
- The Creation – Will Vinton – Will Vinton Productions
- The Tender Tale of Cinderella Penguin – Janet Perlman – National Film Board of Canada

55. ceremonia (1982)
- Tango – Zbigniew Rybczyński – Film Polski, Se-ma-for
- The Great Cognito – Will Vinton – Will Vinton Productions
- Bałwanek – Dianne Jackson – Snowman Enterprises Ltd.

56. ceremonia (1983)
- Sundae in New York – Jimmy Picker – Motionpicker Production
- Opowieść wigilijna Myszki Miki – Burny Mattinson – Walt Disney Productions
- Sound of Sunshine - Sound of Rain – Hallinan Plus – Eda Hallinan

57. ceremonia (1984)
- Charade – Jon Minnis – Sheridan College
- Doctor DeSoto – Morton Schindel, Michael Sporn – Sporn Animation
- Paradise – Ishu Patel – National Film Board of Canada

58. ceremonia (1985)
- Anna & Bella – Børge Ring – The Netherlands
- The Big Snit – Richard Condie, Michael Scott – National Film Board of Canada
- Second Class Mail – Alison Snowden – National Film & Television School

59. ceremonia (1986)
- A Greek Tragedy – Linda Van Tulden, Willem Thijsen – CineTe pvba
- The Frog, The Dog and The Devil- Hugh MacDonald, Martin Townsend – New Zealand National Film Unit
- Luxo Jr. – John Lasseter, William Reeves – Pixar Productions

60. ceremonia (1987)
- The Man Who Planted Trees – Frédéric Back – Canadian Broadcasting Corporation
- George and Rosemary – Eunice Macaulay – National Film Board of Canada
- Your Face – Bill Plympton

61. ceremonia (1988)
- Tin Toy – John Lasseter, William Reeves – Pixar Productions
- The Cat Came Back – Cordell Barker – National Film Board of Canada
- Technological Threat – Bill Kroyer

62. ceremonia (1989)
- Balance – Wolfgang Lauenstein, Christoph Lauenstein
- The Hill Farm – Mark Baker
- Korova – Aleksandr Pietrow

#### Lata 90.
63. ceremonia (1990)
- Creature Comforts – Nick Park – Aardman Animations
- A Grand Day Out – Nick Park – Aardman Animations
- Grasshoppers – Bruno Bozzetto

64. ceremonia (1991)
- Manipulation – Daniel Greaves
- Blackfly – Christopher Hinton – National Film Board of Canada
- Strings – Wendy Tilby – National Film Board of Canada

65. ceremonia (1992)
- Mona Lisa Descending a Staircase – Joan C. Gratz
- Adam – Peter Lord – Aardman Animations
- Reci, Reci, Reci... – Michaela Pavlátová
- The Sandman – Paul Berry
- Screen Play – Barry Purves

66. ceremonia (1993)
- Wallace i Gromit: Wściekłe gacie – Nick Park – Aardman Animations
- Blindscape – Stephen Palmer – National Film and Television School
- The Mighty River – Frédéric Back, Hubert Tison – Société Radio-Canada (CBC)
- Small Talk – Bob Godfrey, Kevin Baldwin
- The Village – Mark Baker

67. ceremonia (1994)
- Bob’s Birthday – Alison Snowden, David Fine – Channel 4/National Film Board of Canada
- The Big Story – Tim Watts, David Stoten
- The Janitor – Vanessa Schwartz
- Mnich i ryba – Michaël Dudok de Wit
- Triangle – Erica Russell

68. ceremonia (1995)
- Wallace i Gromit: Golenie owiec – Nick Park – Aardman Animations
- The Chicken From Outer Space (z serii o Chojraku) – John Dilworth – Stretch Films/Hanna-Barbera Cartoons/Cartoon Network
- The End – Chris Landreth, Robin Barger – Alias Systems Corporation
- Gagarin – Alexiy Kharitidi
- Runaway Brain – Chris Bailey – Walt Disney Pictures

69. ceremonia (1996)
- Quest – Tyron Montgomery, Thomas Stellmach
- Canhead – Timothy Hittle
- La Salla – Richard Condie – National Film Board of Canada
- Wat’s Pig – Peter Lord – Aardman Animations

70. ceremonia (1997)
- Gra Geriego – Jan Pinkava – Pixar Animation Studios
- Famous Fred – Joanna Quinn
- Rusałka – Aleksandr Pietrow
- Redux Riding Hood – Steve Moore – Walt Disney Pictures
- La Vieille dame et les pigeons – Sylvain Chomet

71. ceremonia (1998)
- Bunny – Chris Wedge – Blue Sky Studios
- The Canterbury Tales – Christopher Grace, Jonathan Myerson – S4C/BBC Wales/HBO
- Jolly Roger (film) – Mark Baker – Astley Baker/Silver Bird Productions dla Channel 4
- More – Mark Osborne, Steven B. Kalafer
- When Life Departs – Karsten Kiilerich, Stefan Fjeldmark

72. ceremonia (1999)
- Stary człowiek i morze – Aleksandr Pietrow
- 3 Misses – Paul Driessen – CineTe Productions
- Humdrum – Peter Peake – Aardman Animations
- My Grandmother Ironed the King’s Shirts – Torill Kove – National Film Board of Canada (koprodukcja)
- When the Day Breaks – Wendy Tilby, Amanda Forbis – National Film Board of Canada

### XXI wiek

#### Lata 2000.
73. ceremonia (2000)
- Ojciec i córka – Michaël Dudok de Wit
- The Periwig-Maker – Steffen Schäffler, Annette Schäffler
- Rejected – Don Hertzfeldt

74. ceremonia (2001)
- Ptasie sprawki – Ralph Eggleston – Pixar Animation Studios
- Fifty Percent Grey – Ruairi Robinson, Seamus Byrne
- Give Up Yer Aul Sins – Cathal Gaffney, Darragh O’Connell – Brown Bag Films
- Strange Invaders – Cordell Barker – National Film Board of Canada
- Stubble Trouble – Joseph E. Merideth

75. ceremonia (2002)
- The ChubbChubbs! – Jacquie Barnbrook, Eric Armstrong, Jeff Wolverton – Sony Pictures Animation
- Katedra – Tomasz Bagiński
- Nowy samochód Mike’a – Pete Docter, Roger Gould – Pixar Animation Studios
- Mt. Head – Kōji Yamamura
- Das Rad – Chris Stenner, Arvid Uibel, Heidi Wittlinger – Film Academy Baden-Württemberg

76. ceremonia (2003)
- Harvie Krumpet – Adam Elliot
- Boundin’ – Bud Luckey – Pixar Animation Studios
- Gone Nutty – Carlos Saldanha, John C. Donkin – Blue Sky Studios
- Nibbles – Chris Hinton
- Destino – Dominique Monféry, Roy E. Disney – Walt Disney Pictures

77. ceremonia (2004)
- Ryan – Chris Landreth – National Film Board of Canada (koprodukcja)
- Birthday Boy – Sejong Park, Andrew Gregory – Australian Film Television and Radio School
- Gopher Broke – Jeff Fowler, Tim Miller – Blur Studio
- Guard Dog – Bill Plympton
- Lorenzo – Mike Gabriel, Baker Bloodworth – Walt Disney Pictures

78. ceremonia (2005)
- Księżyc i syn – John Canemaker, Peggy Stern
- Badgered – Sharon Colman – National Film and Television School
- The Mysterious Geographic Explorations of Jasper Morello – Anthony Lucas
- 9 – Shane Acker
- One Man Band – Andrew Jimenez, Mark Andrews – Pixar Animation Studios

79. ceremonia (2006)
- Duński poeta – Torill Kove – National Film Board of Canada (koprodukcja)
- Lifted – Gary Rydstrom – Pixar Animation Studios
- The Little Matchgirl – Roger Allers, Don Hahn – Walt Disney Pictures
- Maestro – Géza M. Tóth
- Nie czas na żołędzie – Chris Renaud, Michael Thurmeier – Blue Sky Studios

80. ceremonia (2007)
- Piotruś i wilk – Suzie Templeton, Hugh Welchman – Se-ma-for, Breakthru Films
- Even Pigeons Go To Heaven – BUF – Samuel Tourneux and Simon Vanesse
- I Met the Walrus – Josh Raskin
- Madame Tutli-Putli – Chris Lavis, Maciek Szczerbowski – National Film Board of Canada
- My Love – Aleksandr Petrov

81. ceremonia (2008)
- Dom z małych kostek – Kunio Katō
- Lavatory - Lovestory – Konstantin Bronzit – Melnitsa Animation Studio
- Oktapodi – Emud Mokhberi, Thierry Marchand – Gobelins, l’école de l’image
- Presto – Doug Sweetland – Pixar Animation Studios
- Tą stroną do góry – Alan Smith, Adam Foulkes – Nexus Productions

82. ceremonia (2009)
- Logorama – Nicolas Schmerkin – H5
- Śpiąca królewna Babci O’Grimm – Nicky Phelan, Darragh O’Connell – Brown Bag Films
- Francuski klops – Fabrice Joubert
- La dama y la muerte – Javier Recio Gracia
- Wallace i Gromit: Kwestia tycia i śmierci – Nick Park – Aardman Animations

#### Lata 2010–2019
83. ceremonia (2010)
- Zagubiona rzecz – Shaun Tan i Andrew Ruhemann
- Noc i Dzień (film) – Teddy Newton – Pixar Animation Studios
- Grufołak – Jakob Schuh i Max Lang – Magic Light Pictures, Studio Soi, BBC
- Let’s Pollute – Geefwee Boedoe
- Madagascar, carnet de voyage – Bastien Dubois

84. ceremonia (2011)
- The Fantastic Flying Books of Mr. Morris Lessmore – William Joyce i Brandon Oldenburg
- Niedziela (film animowany) – Patrick Doyon
- La Luna – Enrico Casarosa
- A Morning Stroll – Grant Orchard i Sue Goffe
- Wild Life – Amanda Forbis i Wendy Tilby

85. ceremonia (2012)
- Paperman – John Kahrs
- Adam and Dog – Minkyu Lee
- Fresh Guacamole – PES
- Po uszy – Timothy Reckart i Fodhla Cronin O’Reilly
- The Longest Daycare – David Silverman

86. ceremonia (2013)
- Mr. Hublot – Laurent Witz i Alexandre Espigares
- Feral – Daniel Sousa i Dan Golden
- Get a Horse – Lauren MacMullan i Dorothy McKim
- Possessions – Shuhei Morita
- Miejsce na miotle – Max Lang i Jan Lachauer

87. ceremonia (2014)
- Feast – Patrick Osborne i Kristina Reed
  - The Bigger Picture – Daisy Jacobs iChristopher Hees
  - The Dam Keeper – Robert Kondo i Dice Tsutsumi
  - Me and My Moulton – Torill Kove
  - A Single Life – Joris Oprins

88. ceremonia (2015)
- Bear Story – Gabriel Osorio Vargas i Pato Escala Pierart
  - Prologue – Richard Williams i Imogen Sutton
  - Sanjay’s Super Team – Sanjay Patel i Nicole Paradis Grindle
  - We Can’t Live Without Cosmos – Konstantin Bronzit
  - World of Tomorrow – Don Hertzfeldt

89. ceremonia (2016)
- Pisklak – Alan Barillaro i Marc Sondheimer
  - Blind Vaysha – Theodore Ushev
  - Borrowed Time – Andrew Coats i Lou Hamou-Lhadj
  - Pear Cider and Cigarettes – Robert Valley and Cara Speller
  - Pearl – Patrick Osborne

90. ceremonia (2017)
- Droga koszykówko – Glen Keane i Kobe Bryant
  - Garden party – Victor Caire and Gabriel Grapperon
  - Lou – Dave Mullins i Dana Murray
  - Negative space – Max Porter i Ru Kuwahata
  - Revolting Rhymes – Jakob Schuh i Jan Lachauer

91. ceremonia (2018)
- Bao – Domee Shi i Becky Neiman-Cobb
  - Animal Behaviour – Alison Snowden i David Fine
  - Late Afternoon – Louise Bagnall i Nuria González Blanco
  - One Small Step – Andrew Chesworth i Bobby Pontillas
  - Weekends – Trevor Jimenez

92. ceremonia (2019)
- Hair Love – Matthew A. Cherry i Karen Rupert Toliver
  - Dcera (Daughter) – Daria Kashcheeva
  - Kitbull – Rosana Sullivan i Kathryn Hendrickson
  - Memorable – Bruno Collet i Jean-François Le Corre
  - Sister – Siqi Song

#### Lata 20.
93. ceremonia (2020)
- Jakby coś, kocham was – Will McCormack i Michael Govier
  - Genius Loci – Adrien Mérigeau i Amaury Ovise
  - Norka – Madeline Sharafian i Michael Capbarat
  - Opera – Erick Oh
  - Tak-Ludzie – Gísli Darri Halldórsson i Arnar Gunnarsson

94. ceremonia (2021)
- The Windshield Wiper – Leo Sanchez Barbosa, Alberto Mielgo
  - Bestia – Hugo Covarrubias, Tevo Díaz
  - Boxballet – Anton Dyakov
  - Kwestia smaku – Joanna Quinn, Les Mills
  - Rudzik Rudzia – Daniel Ojari, Michael Please